# Tuba Wagner
La tuba Wagner és un instrument musical poc comú que pertany a la família del vent metall, amb tub cònic i amb veu en l'extensió tenor, anomenat així perquè fou dissenyat pel compositor Richard Wagner per al seu cicle de l'Anell. De vegades, el paper per a tuba wagner és interpretat a les orquestres pel bombardí, instrument de construcció i registre semblants.

## Característiques
És un instrument de construcció cònica com el seu familiar més directe, la trompa, així com l'instrument que li dona nom: la tuba; no com la trompeta o el trombó que són de construcció cilíndrica. Com en tots els instruments de metall, el so es produeix per la vibració dels llavis de l'intèrpret en la part anomenada broquet, i el registre produït és gràcies a l'estructuració pròpia de l'instrument, que depèn de la pressió dels llavis de l'instrumentista genera una successió de notes anomenades harmònics, i mitjançant el sistema mecànic que incorpora (vàlvules rotatives o cilindres).
El cos de l'instrument és el·líptic, amb la campana sorgint a la part superior de l'instrument formant un lleuger angle obert respecte el cos de l'instrument. Al centre del cos es troben els quatre cilindres que l'instrumentista utilitza per canviar de nota. Aquest tipus de construcció, més semblant al de la tuba, provoca que l'emissió siga més senzilla que en les trompes.
La tuba wagner va nàixer originalment dins la família dels saxhorns, i la idea de desenvolupar un tudell adaptat al broquet de les trompes va sortir posteriorment. Així, al passar a formar part de la família de les trompes, la tuba wagner es construïa en dues variants: una tenor en si bemoll perquè l'utilitzaren els trompes aguts de l'orquestra, i una baixa en fa perquè l'utilitzaren els trompes greus de la formació.

## Història
Aquest instrument fou específicament dissenyat pel compositor Richard Wagner per a la seua òpera Das Rheingold, com una manera de trobar un instrument de vent-metall a meitat camí entre els sons del trombó i la trompa, inspirat per una visita a la fàbrica d'Adolphe Sax a París. El recorregut de la tuba wagner en la història de la música no és per tant massa llarg, i s'ha usat principalment per Richard Wagner i deixebles seus com Gustav Mahler o Richard Strauss. Contemporàniament, les tubes wagner s'han utilitzat als Estats Units com a substitució de les trompes en la música de cine o televisió.

## Repertori seleccionat
- Das Rheingold, Richard Wagner (1869)
- Götterdämmerung, Richard Wagner (1876)
- Simfonia n. 8, Anton Bruckner (1887)
- Eine Alpensinfonie, Richard Strauss (1915)
- La Consagració de la Primavera, Igor Stravinski (1913)